# Szír-malabár katolikus egyház
A szír-malabár katolikus egyház India délnyugati partszegélyén lakó malabár keresztények, akiknek őseit a hagyomány szerint Tamás apostol keresztelt meg. Ez a második legnagyobb lélekszámú keleti katolikus közösség. A hívők száma meghaladja a 3,5 milliót.
A hívők Kerala államban koncentrálódnak, azonban félmillió hívőt számlálnak az államon kívül.

## Története
A korai időkben zsidó telepesek voltak Indiának ezen a részén. Később a hagyomány szerint Szent Tamás hirdette a kereszténységet, és hét egyházat alapított. Ez a hét közösség Keralában található. 1498. május 20-án Calicutnál partra szállt Vasco da Gama portugál admirális. Amikor ő és a portugál misszionáriusok megérkeztek, csak a malabáriakat találták keresztényeknek az országban. Később, mivel a liturgiában különbségek mutatkoztak, feszültségek keletkeztek a hittérítők és a malabáriak között. A hittérítők továbbá azt szerették volna, hogy a malabáriak szakítsanak a keleti szír kapcsolattal és latin-módú vám és egyházi közigazgatást vezessenek be. Két zsinatot tartottak, a goai zsinat (1585) kimondta, hogy latin liturgiát fognak követni. A diamperi zsinat (1599) eredményeképp latin püspök került a malabárok élére, és kimondták a római egyházzal az egyesülést.

## Liturgia
Jelenleg kilenc liturgikus szezon van, melyek között megtalálható az Angyali üdvözlet, a Feltámadás, Illés és Mózes tiszteletei is.